# Steppennatter
Die Steppennatter oder Dionenatter (Elaphe dione) gehört zu den Eigentlichen Nattern und kommt in Eurasien von der Ostküste des Schwarzen Meeres bis nach Russland, China und Korea vor. 
Der Name Steppennatter ist im zoologischen Sinne unpräzise, da er diese Unterart auf ein geologisch-klimatisches Habitat beschränkt.
Durch das riesige Verbreitungsgebiet besteht eine große Vielfalt in Zeichnung und Farbe. Die IUCN stuft die Art als nicht gefährdet ein.
So überwiegen bei russischen Tieren Grau- und Schwarztöne, während bei chinesischen Tieren gelb und rot in der Färbung dominieren. Es existieren auch rote Zuchtformen, welche, wenn überhaupt, zu hohen Preisen gehandelt werden.
In der Natur kommen zwei verschiedene Zeichnungsvarianten vor: eine gestreifte und eine gefleckte Variante.
Einige Lokalformen der Steppennatter ähneln der Zweiflecknatter (Elaphe bimaculata) sehr und können leicht mit ihr verwechselt werden.
Die Tiere erreichen normalerweise eine Länge von ca. 1 m, wobei auch schon Exemplare von 1,5 m Länge gefunden wurden.
In der Natur ernähren sich Steppennattern von kleinen Säugetieren, Echsen und Vögeln.

## Terrarienhaltung
In der Terraristik sind Steppennattern nicht sehr verbreitet, obwohl ihre Haltung vergleichsweise einfach ist und sie dank ihrer geringen Größe auch kein übermäßig großes Terrarium benötigen. Gemäß den Mindestanforderungen an die Haltung von Reptilien genügt bereits eine Grundfläche von 0,5 m² für die Haltung eines adulten Pärchens.
Im Terrarium werden die Tiere meistens mit Kleinnagern, wie verschiedenen Mäusearten, ernährt.